# Espot Esquí
L'estació d'Espot Esquí està situada en el municipi d'Espot, en una de les vies d'entrada del Parc Nacional d'Aigüestortes i Estany de Sant Maurici, i prop d'una zona amb molts llacs d'origen glacial; les pistes orientades al nord-est tenen l'encant d'estar envoltades de bosc.
Espot Esquí té una extensa longitud de pistes amb un disseny molt cuidat; en una nova etapa s'han creat àrees temàtiques perquè cada esquiador trobi un espai propi per practicar múltiples activitats: esquí alpí, esquí nòrdic, snowboard, esquí de fons, esquí de muntanya i freeride, raquetes de neu, excursions amb motos de neu, circuits de trineus amb gossos, etc.Aquesta ampliació no va estar exempta d'una certa controvèrsia mediambiental donat que es troba prop d'una zona catalogada dins de la xarxa Natura.

## Història
A la dècada de 1950 l’indret ja era utilitzat per a fer cursos del Centre Excursionista de Catalunya per a divulgar la pràctica de l’esquí a la comarca.
És un domini esquiable dins de la comarca del Pallars Sobirà, continuador de l’estació Super Espot, que fou inaugurada la temporada 1967-68 i mantingué aquest nom fins a la temporada 1998-99. El nucli de Super Espot, que disposa d’establiments comercials relacionats amb la pràctica de l’esquí, establiments d’hostaleria i apartaments, ha quedat integrat a l’actual estació d’esquí.